# کوروشیما (شهر اوسوکی، استان اوئیتا)

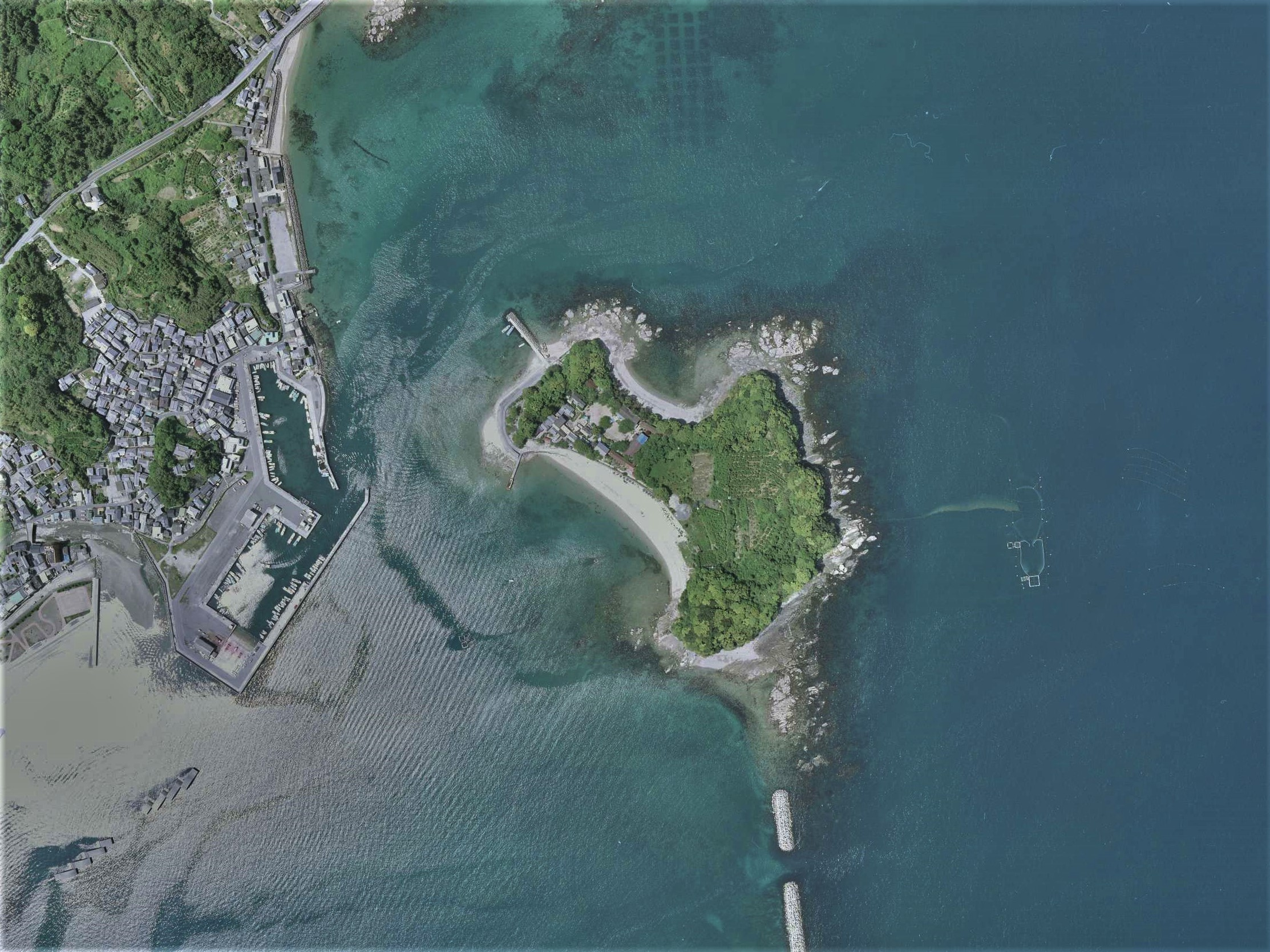
جزیره کوروشیما، این جزیره محل پارک یادبود میئورا آنجین است که شامل بنای یادبودی برای ورود میئورا آنجین و یک موزه است و پارک یادبود ورود لیفده که مجسمه یان جوستن را در خود جای داده‌است.

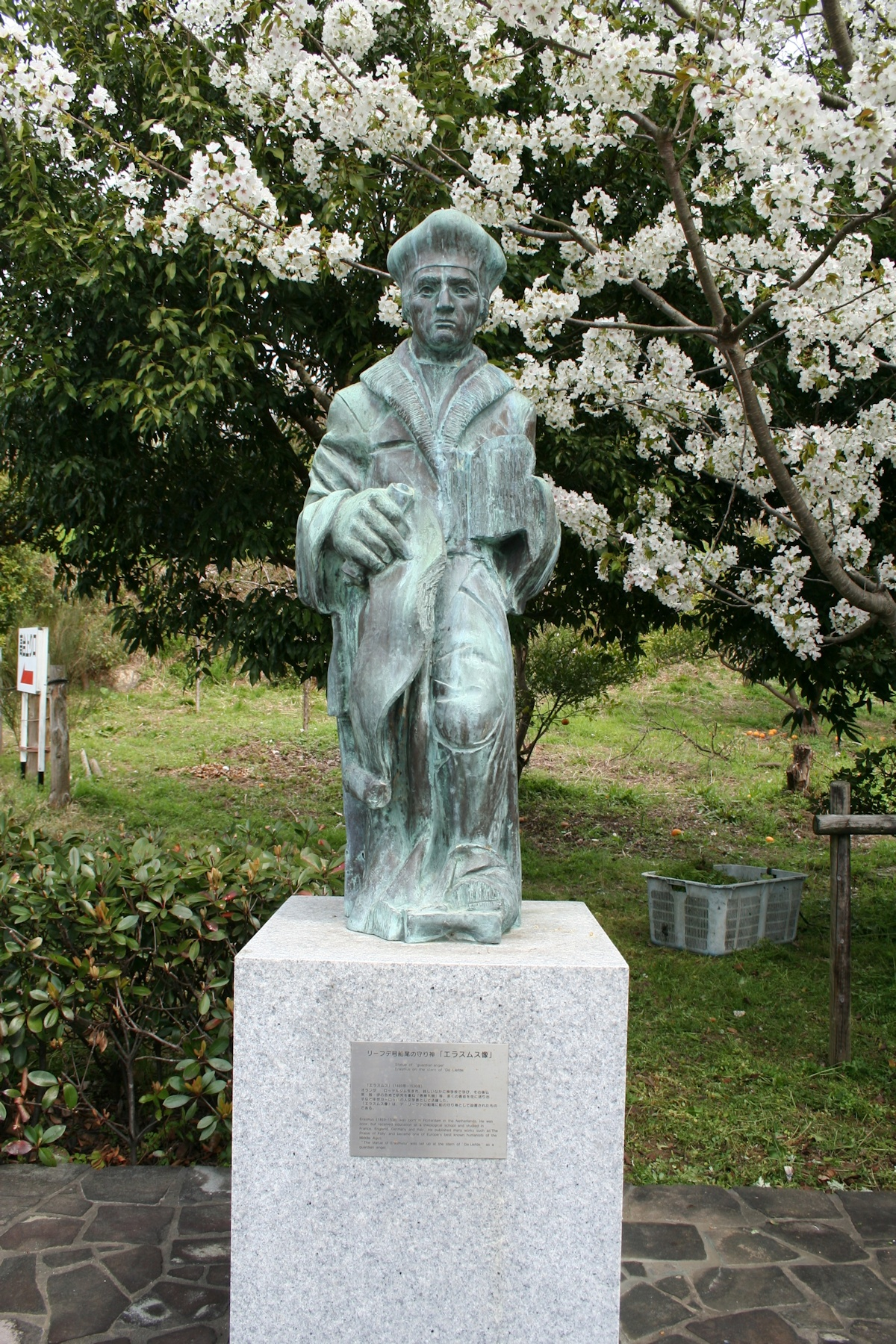
مجسمه دسیدریوس اراسموس، فیلسوف و ادیب هلندی در جزیره

کوروشیما (به ژاپنی: 黒島 くろしま)، یک جزیره کوچک تقریباً خالی از سکنه ژاپن (خط ساحلی در حدود ۳ کیلومتر) در اوسوکی، اوئیتا، استان اوئیتا در ژاپن است.

## روابط ژاپن و هلند
کشتی لیفده در ۱۹ آوریل ۱۶۰۰ در این جزیره به ساحل نشست. این اولین کشتی هلندی بود که از ژاپن بازدید کرد که به عنوان آغاز روابط بین ژاپن و هلند تلقی می‌شود. در ۱۹ آوریل ۲۰۰۰، ولیعهد هلند ویلم الکساندر از یک بنای یادبود در محل فرضی که کشتی در حضور ناروهیتو، ولیعهد آن زمان ژاپن لنگر انداخت، پرده‌برداری کرد. این رونمایی به مناسبت ۴۰۰ سال روابط هلند و ژاپن برگزار شد. این بنای تاریخی حاوی نیم تنه‌های برنزی تاجر یان جوستن ون لودنستاین و سکاندار انگلیسی ویلیام آدامز (دریانورد) و همچنین کپی مجسمه تزئینی در کشتی لیفده است. این بنای تاریخی در یک میدان ویژه ساخته شده‌است. مجسمه‌ها قبلاً روی پایه‌های دیگر نزدیک‌تر به ساحل قرار داشتند. موزاییکی با تصویر لیفده مسیری را که کشتی از روتردام طی کرد را نشان می‌دهد. در همان نزدیکی موزه کوچکی با عکس‌های مراسم بزرگداشت قبلی و مدلی از لیفده قرار دارد که طراح برای نمایش صحیح آن به هلند سفر کرد.